# 9ª edizione della Ing Cup
La 9ª edizione della Ing Cup si sarebbe dovuta disputare nel 2020. A causa della pandemia, si è deciso di disputare primo, secondo e terzo round online, nel settembre 2020; le semifinali, al meglio dei tre incontri, si sono disputate online a gennaio 2021, mentre la finale, al meglio dei tre incontri invece che dei cinque, è stata disputata a Shangai nell'agosto 2023.
Il vincitore del torneo è stato il sudcoreano Shin Jinseo sul cinese Xie Ke. La finale della 9ª edizione della Coppa Ing è stata la prima finale di un torneo internazionale maggiore a essere disputata tra goisti nati nel 2000.

## Partecipanti
| Cina | Corea del Sud | Giappone | Taiwan                                          | Europa            | Nordamerica   |
| --- | --- | --- | ----------------------------------------------- | ----------------- | ------------- |
| 1. Tang Weixing 9d 2. Ke Jie 9d 3. Mi Yuting 9d 4. Yang Dingxin 9d 5. Fan Tingyu 9d 6. Jiang Weijie 9d 7. Dang Yifei 9d 8. Xie Erhao 9d 9. Gu Zihao 9d 10. Xie Ke 8d 11. Tao Xinran 8d 12. Zhao Chenyu 8d | 1. Park Jung-hwan 9d 2. Shin Jin-seo 9d 3. Byun Sang-il 9d 4. Kim Ji-seok 9d 5. Shin Min-jun 9d 6. Lee Dong-hoon 9d 7. An Sung-joon 9d | 1. Iyama Yuta 9d 2. Shibano Toramaru 9d 3. Kono Rin 9d 4. Murakawa Daisuke 9d 5. Ichiriki Ryo 8d 6. Kyo Kagen 8d | 1. Lin Lixiang 7d 2. Xu Haohong 7d 3. Li Wei 5d | 1. Ali Jabarin 2d | 1. Ryan Li 4d |
| Nota: Tang Weixing 9d e Park Jung-hwan 9d sono qualificati al secondo turno come vincitore e finalista dell'edizione precedente                                                                           | | |                                                 |                   |               |

### Risultati
|  | Primo Turno 8 settembre 2020 online | Primo Turno 8 settembre 2020 online |  |  | Secondo Turno 9 settembre 2020 online | Secondo Turno 9 settembre 2020 online |                 |                 | Quarti di Finale 11 settembre 2020 online | Quarti di Finale 11 settembre 2020 online |  |  | Semifinale 10-12-14 gennaio 2021 online | Semifinale 10-12-14 gennaio 2021 online |  |  | Finale 21-24 agosto 2023 Shangai | Finale 21-24 agosto 2023 Shangai |
|  |                                     |                                     |  |  |                                       |                                       |                 |                 |                                           |                                           |  |  |                                         |                                         |  |  |                                  |                                  |
|  |                                     |                                     |  |  |                                       |                                       |                 |                 |                                           |                                           |  |  |                                         |                                         |  |  |                                  |                                  |
|  |                                     |                                     |  |  | Tang Weixing 9d                       |                                       |                 |                 |                                           |                                           |  |  |                                         |                                         |  |  |                                  |                                  |
|  | Tao Xinran 8d                       | B+R                                 |  |  | Tao Xinran 8d                         | N+3                                   |                 |                 |                                           |                                           |  |  |                                         |                                         |  |  |                                  |                                  |
|  | Lee Dong-hoon 9d                    |                                     |  |  |                                       |                                       |                 | Tao Xinran 8d   |                                           |                                           |  |  |                                         |                                         |  |  |                                  |                                  |
|  | Ichiriki Ryo 8d                     | B+R                                 |  |  | Ichiriki Ryo 8d                       | N+R                                   |                 |                 |                                           |                                           |  |  |                                         |                                         |  |  |                                  |                                  |
|  | Mi Yuting 9d                        |                                     |  |  | Ichiriki Ryo 8d                       | N+R                                   |                 |                 |                                           |                                           |  |  |                                         |                                         |  |  |                                  |                                  |
|  | Li Wei 5d                           |                                     |  |  | An Sung-joon 8d                       |                                       |                 |                 |                                           |                                           |  |  |                                         |                                         |  |  |                                  |                                  |
|  | An Sung-joon 8d                     | N+R                                 |  |  |                                       |                                       |                 | Ichiriki Ryo 8d | 0                                         |                                           |  |  |                                         |                                         |  |  |                                  |                                  |
|  | Kim Ji-seok 9d                      |                                     |  |  | Xie Ke 8d                             | 2                                     |                 |                 |                                           |                                           |  |  |                                         |                                         |  |  |                                  |                                  |
|  | Ke Jie 9d                           | N+R                                 |  |  | Ke Jie 9d                             | N+R                                   |                 |                 |                                           |                                           |  |  |                                         |                                         |  |  |                                  |                                  |
|  | Jiang Weijie 9d                     | B+1                                 |  |  | Jiang Weijie 9d                       |                                       |                 |                 |                                           |                                           |  |  |                                         |                                         |  |  |                                  |                                  |
|  | Murakawa Daisuke 9d                 |                                     |  |  |                                       |                                       | Ke Jie 9d       |                 |                                           |                                           |  |  |                                         |                                         |  |  |                                  |                                  |
|  | Ali Jabarin 2d                      |                                     |  |  | Xie Ke 8d                             | N+3                                   |                 |                 |                                           |                                           |  |  |                                         |                                         |  |  |                                  |                                  |
|  | Xie Ke 8d                           | N+R                                 |  |  | Xie Ke 8d                             | B+R                                   |                 |                 |                                           |                                           |  |  |                                         |                                         |  |  |                                  |                                  |
|  | Yang Dingxin 9d                     | B+R                                 |  |  | Yang Dingxin 9d                       |                                       |                 |                 |                                           |                                           |  |  |                                         |                                         |  |  |                                  |                                  |
|  | Shibano Toramaru 9d                 |                                     |  |  |                                       |                                       |                 | Xie Ke 8d       | 0                                         |                                           |  |  |                                         |                                         |  |  |                                  |                                  |
|  | Shin Jin-seo 9d                     | B+R                                 |  |  | Shin Jin-seo 9d                       | 2                                     |                 |                 |                                           |                                           |  |  |                                         |                                         |  |  |                                  |                                  |
|  | Xie Erhao 9d                        |                                     |  |  | Shin Jin-seo 9d                       | B+R                                   |                 |                 |                                           |                                           |  |  |                                         |                                         |  |  |                                  |                                  |
|  | Fan Tingyu 9d                       | B+R                                 |  |  | Fan Tingyu 9d                         |                                       |                 |                 |                                           |                                           |  |  |                                         |                                         |  |  |                                  |                                  |
|  | Shin Min-jun 9d                     |                                     |  |  |                                       |                                       | Shin Jin-seo 9d | B+R             |                                           |                                           |  |  |                                         |                                         |  |  |                                  |                                  |
|  | Lin Lixiang 8d                      |                                     |  |  | Gu Zihao 9d                           |                                       |                 |                 |                                           |                                           |  |  |                                         |                                         |  |  |                                  |                                  |
|  | Kono Rin 9d                         | N+R                                 |  |  | Kono Rin 9d                           |                                       |                 |                 |                                           |                                           |  |  |                                         |                                         |  |  |                                  |                                  |
|  | Iyama Yuta 9d                       |                                     |  |  | Gu Zihao 9d                           | N+3                                   |                 |                 |                                           |                                           |  |  |                                         |                                         |  |  |                                  |                                  |
|  | Gu Zihao 9d                         | N+R                                 |  |  |                                       |                                       | Shin Jin-seo 9d | 2               |                                           |                                           |  |  |                                         |                                         |  |  |                                  |                                  |
|  | Byun Sang-il 9d                     |                                     |  |  | Zhao Chenyu 8d                        | 0                                     |                 |                 |                                           |                                           |  |  |                                         |                                         |  |  |                                  |                                  |
|  | Xu Haohong 7d                       | N+R                                 |  |  | Xu Haohong 7d                         | B+R                                   |                 |                 |                                           |                                           |  |  |                                         |                                         |  |  |                                  |                                  |
|  | Dang Yifei 9d                       |                                     |  |  | Kyo Kagen 8d                          |                                       |                 |                 |                                           |                                           |  |  |                                         |                                         |  |  |                                  |                                  |
|  | Kyo Kagen 8d                        | N+R                                 |  |  |                                       |                                       | Xu Haohong 7d   |                 |                                           |                                           |  |  |                                         |                                         |  |  |                                  |                                  |
|  | Zhao Chenyu 8d                      | B+R                                 |  |  | Zhao Chenyu 8d                        | B+R                                   |                 |                 |                                           |                                           |  |  |                                         |                                         |  |  |                                  |                                  |
|  | Li Liyen 1d                         |                                     |  |  | Zhao Chenyu 8d                        | B+R                                   |                 |                 |                                           |                                           |  |  |                                         |                                         |  |  |                                  |                                  |
|  |                                     |                                     |  |  | Park Jung-hwan 9d                     |                                       |                 |                 |                                           |                                           |  |  |                                         |                                         |  |  |                                  |                                  |
|  |                                     |                                     |  |  |                                       |                                       |                 |                 |                                           |                                           |  |  |                                         |                                         |  |  |                                  |                                  |